# Archidiocèse de Taiyuan

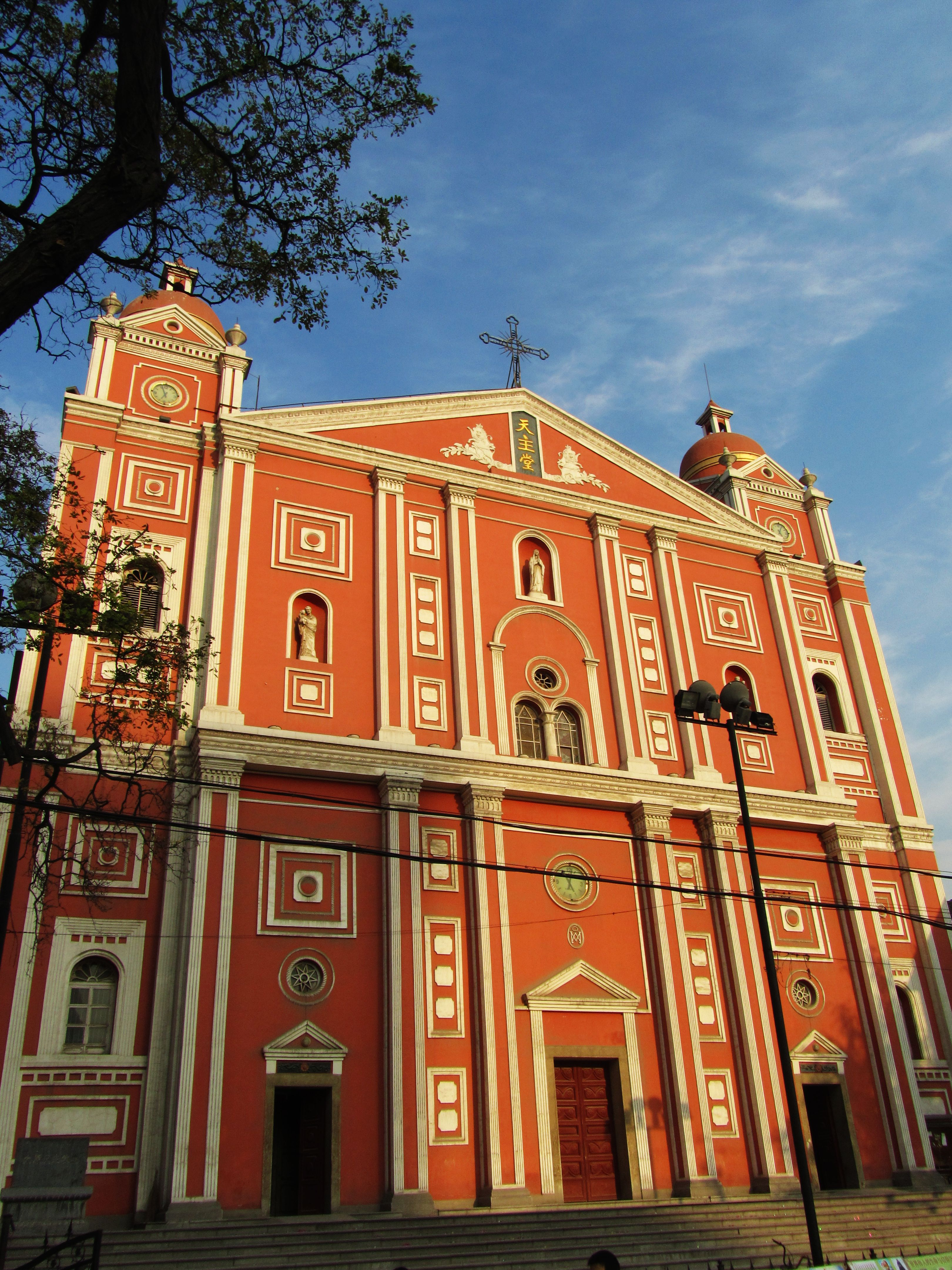
Cathédrale de l'Immaculée-Conception en 2012.

L'archidiocèse de Taiyuan (Archidioecesis Taeiuenensis) est un siège métropolitain de l'Église catholique en Chine. Il comptait 40 749 baptisés en 1950 sur une population de 1 500 000 habitants.  

## Territoire
Le diocèse comprend la ville-préfecture de Taiyuan au nord de la province du Shanxi.
Le siège est à la cathédrale de l'Immaculée-Conception.

## Histoire
Le vicariat apostolique du Chan-Si (transcription de l'époque) est érigé le 15 octobre 1696 par le bref apostolique E sublimi Sedis d'Innocent XII, recevant son territoire du diocèse de Pékin, aujourd'hui archidiocèse.
En 1712, le vicariat apostolique est supprimé et son territoire est incroporé dans celui du Shensi (aujourd'hui archidiocèse de Xi'an).
Le 2 mars 1844, le vicariat apostolique est restauré.
Le 17 juin 1890, il est partagé entre le vicariat apostolique du Chan-Si méridional (attribué aux franciscains hollandais) et celui du Chan-Si septentrional (toujours attribué aux franciscains italiens). Saint Grégoire Grassi (canonisé le 1er octobre 2000 par saint Jean-Paul II) le dirige de 1891 à sa mort en 1900 où il trouve le martyre pendant la révolte des Boxers accompagné de sept franciscaines missionnaires de Marie et d'autres franciscains (dont le coadjuteur saint François Fogolla), ainsi que des laïcs et séminaristes chinois.

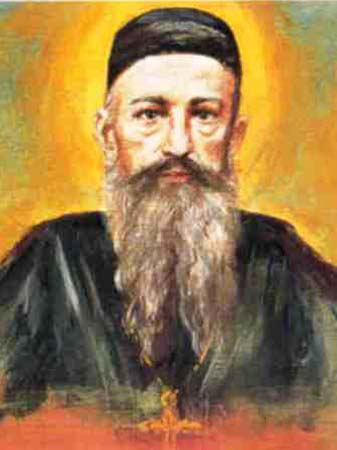
Saint Grégoire Grassi

Il cède à plusieurs reprises des portions de territoire pour de nouvelles circonscriptions ecclésiastiques :
- le 14 mars 1922 à l'avantage de la préfecture apostolique de Datongfu (aujourd'hui diocèse de Datong);
- le 12 mai 1926 à l'avantage du vicariat apostolique de Fenyang (aujourd'hui diocèse);
- le 12 juillet 1926 à l'avantage de la préfecture apostolique de Shohchow (aujourd'hui diocèse de Shuozhou ou Shuoxian);
- le 17 juin 1931 à l'avantage de la préfecture apostolique de Yuci (aujourd'hui diocèse).

Le 3 décembre 1924, le vicariat apostolique prend le nom de vicariat apostolique de Taiyuanfu.
Au début des années 1930, Mgr Agapito Augusto Fiorentini, vicaire apostolique, ouvre le grand séminaire qui doit être fermé en 1938 à cause de l'avancée des communistes. Il rouvre en 1985.
Le 11 avril 1946, le vicariat est élevé au rang d'archidiocèse par la bulle pontificale Quotidie Nos de Pie XII. 
De 1981 à 1994, les autorités communistes nomment comme évêque un prêtre franciscain ordonné en 1937, Bonaventure Zhang Xin, qui avait été interné pendant une quinzaine d'années dans des camps de travaux forcés et de rééducation. IL rouvre une soixantaine d'églises et redonne vie au sanctuaire marial de la Portioncule. Il rouvre également le grand séminaire (dédié à saint Jean de Montecorvino) en 1985 et ordonne vingt-quatre prêtres. Il prend sa retraite en 1994 et meurt en 1999. Son évêque auxiliaire (toujours non reconnu par Rome) lui succède.

## Ordinaires
- Antonio Posateri, O.F.M. † (1702 - 18 janvier 1705)
  - Siège supprimé (1712-1844)
- Gabriele Grioglio, O.F.M. † (2 mars 1844 - 1861)
  - Luigi Moccagatta, O.F.M. † (1862 - 27 septembre 1870 (administrateur apostolique)
- Luigi Moccagatta, O.F.M. † (27 septembre 1870 - 6 septembre 1891)
- Saint Grégoire (Gregorio Maria) Grassi, O.F.M. † (6 septembre 1891 - 9 juillet 1900), également évêque titulaire d'Orthosias-en-Phénicie (de)
- Agapito Augusto Fiorentini, O.F.M. † (16 mars 1902 - 18 novembre 1909)
- Eugenio Massi, O.F.M. † (15 février 1910 - 7 juillet 1916)
- Agapito Augusto Fiorentini, O.F.M. † (7 juillet 1916 - 21 septembre 1938)
- Domenico Luca Capozi, O.F.M. † (12 janvier 1940 - 1983)
- Sede vacante
- Bonaventure Zhang Xin, O.F.M. † (nommé le 18 décembre 1981 par les autorités, consacré en 1994), non reconnu par Rome -
- Sylvestre Li Jiantang, né en 1925 et ordonné en 1956, non nommé par Rome, mais un accord est trouvé avec les autorités officielles pour qu'il soit accepté par Rome. Il a pour coadjuteur Paul Meng Zhu-you[4] (18 décembre 1994 - 24 novembre 2013)
- Paul Meng Zhu-you (ou Paul Meng Ningyou) (depuis le 24 novembre 2013)

## Statistiques

Situation sur la carte de Chine.

L'archidiocèse à la fin de l'année 1950 comptait 40 749 baptisés pour une population de 1 500 000 habitants (2,7% du total).

## Diocèses suffragants
- Diocèse de Datong
- Diocèse de Fenyang
- Diocèse de Hongdong
- Diocèse de Lu'an (en)
- Diocèse de Shuozhou (ou Shuoxian)
- Diocèse de Yuci